# Белград през Средновековието
Белград през Средновековието или Белград през Средните векове (на сръбски: Београд у средњем веку) е книга на сръбската историчка Йованка Калич-Мийушкович, публикувана за първи път в Белград през 1967 г. Книгата представя разширената защитена от авторката докторска дисертация във Философския факултет на Белградския университет на 27 януари 1964 г. преди комисия, съставена от Георгий Острогорски, Иван Божич и Ядран Ферлуга.
Книгата излага историята на Белград от заселването на славяните до краткото представяне на периода след завладяването на Белград от османците през 1521 г. Изследването се базира на разнообразни източници и представлява значим принос към изучаването на историята на Белград. Освен широките хронологически рамки, авторът му обхваща широк спектър от теми, вариращи от политическата история и военните операции за превземането на града, така и градоустройствената история с обществения живот на/в града през Средновековието.